# Station Marche-les-Dames
Station Marche-les-Dames is een spoorwegstation langs spoorlijn 125 (Namen - Luik), gelegen langs de Maas en de N959, in Marche-les-Dames, een deelgemeente van de stad Namen. De bemande kaartverkoop op dit station stopte in 1993, sindsdien is het een onbewaakte stopplaats.

## Treindienst
| Serie       | Treinsoort          | Route | Bijzonderheden                                                                                                  |
| ----------- | ------------------- | --- | --- |
| L 4950      | L-trein (NMBS)      | Luik-Guillemins – Hoei – Marche-les-Dames – Namen                                                                           | |
| P 7480/8480 | Piekuurtrein (NMBS) | [ Hoei – Marche-les-Dames – Namen ] / [ Herstal – Luik-Sint-Lambertus – Luik-Guillemins – [ Rivage – Gouvy ] / [ Statte ] ] | Rijdt alleen op werkdagen. Een trein vanuit Herstal naar Gouvy. Twee treinen per richting tussen Hoei en Namen. |

## Reizigerstellingen
De grafiek en tabel geven het gemiddeld aantal instappende reizigers weer op een week-, zater- en zondag.
| Tabel: aantal instappende reizigers station Marche-les-Dames | Tabel: aantal instappende reizigers station Marche-les-Dames | Tabel: aantal instappende reizigers station Marche-les-Dames | Tabel: aantal instappende reizigers station Marche-les-Dames |
|                                                              | Weekdag                                                      | Zaterdag                                                     | Zondag                                                       |
| ------------------------------------------------------------ | ------------------------------------------------------------ | ------------------------------------------------------------ | ------------------------------------------------------------ |
| 1977                                                         | 125                                                          | 60                                                           | 10                                                           |
| 1978                                                         | 148                                                          | 46                                                           | 62                                                           |
| 1979                                                         | 162                                                          | 53                                                           | 27                                                           |
| 1980                                                         | 169                                                          | 48                                                           | 21                                                           |
| 1981                                                         | 185                                                          | 55                                                           | 45                                                           |
| 1982                                                         | 122                                                          | 42                                                           | 6                                                            |
| 1983                                                         | 207                                                          | 63                                                           | 20                                                           |
| 1984                                                         | 164                                                          | 72                                                           | 20                                                           |
| 1985                                                         | 141                                                          | 41                                                           | 23                                                           |
| 1986                                                         | 164                                                          | 32                                                           | 27                                                           |
| 1987                                                         | 141                                                          | 47                                                           | 20                                                           |
| 1988                                                         | 108                                                          | 51                                                           | 37                                                           |
| 1989                                                         | 133                                                          | 76                                                           | 42                                                           |
| 1990                                                         | 135                                                          | 56                                                           | 31                                                           |
| 1991                                                         | 120                                                          | 22                                                           | 27                                                           |
| 1992                                                         | 135                                                          | 29                                                           | 24                                                           |
| 1993                                                         | 75                                                           | 10                                                           | 13                                                           |
| 1994                                                         | 69                                                           | 21                                                           | 11                                                           |
| 1995                                                         | 59                                                           | 9                                                            | 9                                                            |
| 1996                                                         | 50                                                           | 32                                                           | 11                                                           |
| 1997                                                         | 54                                                           | 14                                                           | 10                                                           |
| 1998                                                         | 55                                                           | 12                                                           | 9                                                            |
| 1999                                                         | 50                                                           | 7                                                            | 10                                                           |
| 2000                                                         | 56                                                           | 42                                                           | 18                                                           |
| 2001                                                         | 55                                                           | 18                                                           | 16                                                           |
| 2002                                                         | 50                                                           | 6                                                            | 8                                                            |
| 2003                                                         | 45                                                           | 16                                                           | 19                                                           |
| 2004                                                         | 56                                                           | 16                                                           | 12                                                           |
| 2005                                                         | 42                                                           | 12                                                           | 9                                                            |
| 2006                                                         | 63                                                           | 19                                                           | 10                                                           |
| 2007                                                         | 77                                                           | 9                                                            | 14                                                           |
| 2008                                                         | -                                                            | -                                                            | -                                                            |
| 2009                                                         | 52                                                           | 8                                                            | 15                                                           |
| 2010                                                         | -                                                            | -                                                            | -                                                            |
| 2011                                                         | -                                                            | -                                                            | -                                                            |
| 2012                                                         | 53                                                           | 16                                                           | 11                                                           |
| 2013                                                         | 55                                                           | 11                                                           | 10                                                           |
| 2014                                                         | 49                                                           | 19                                                           | 34                                                           |
| 2015                                                         | 51                                                           | 16                                                           | 15                                                           |
| 2016                                                         | 54                                                           | 4                                                            | 5                                                            |
| 2017                                                         | 48                                                           | 5                                                            | 7                                                            |
| 2018                                                         | 45                                                           | 7                                                            | 8                                                            |
| 2019                                                         | 64                                                           | 6                                                            | 11                                                           |
| 2020                                                         | 45                                                           | 6                                                            | 7                                                            |
| 2021                                                         | -                                                            | -                                                            | -                                                            |
| 2022                                                         | -                                                            | 2                                                            | 2                                                            |
| 2023                                                         | 91                                                           | 2                                                            | 5                                                            |
| 2024                                                         | 86                                                           | 10                                                           | 7                                                            |

Beez ·
Dave-Nord ·
Dave-Saint-Martin ·
Faubourg-Saint-Nicolas ·
Flawinne ·
Jambes ·
Jambes-Est ·
Marche-les-Dames ·
Namen ·
Naninne ·
Ronet ·
Velaine
0,0: Luik-Guillemins ·
1,1: Val-Benoît ·
2,9: Sclessin ·
5,1: Tilleur ·
6,4: Pont-de-Seraing ·
7,3: Jemeppe-sur-Meuse ·
9,3: Flémalle-Grande ·
10,0: Leman ·
11,2: Flémalle-Haute ·
12,3: Chokier ·
14,0: Aigremont ·
15,3: Engis ·
17,3: La Mallieue ·
18,8: Hermalle-sous-Huy ·
21,2: Haute-Flône ·
22,5: Amay ·
24,9: Ampsin ·
27,9: Corphalie ·
29,4: Hoei ·
30,4: Statte ·
32,7: Bas-Oha ·
35,7: Java ·
40,3: Andenne ·
41,7: Château-de-Seilles ·
46,5: Sclaigneaux ·
48,8: Namêche ·
51,5: Marche-les-Dames ·
54,7: Beez ·
57,1: Faubourg-Saint-Nicolas ·
59,5: Namen